# Acrocercops astericola
Acrocercops astericola là một loài bướm đêm thuộc họ Gracillariidae. Nó được tìm thấy ở Canada (Québec và Nova Scotia) và Hoa Kỳ (Pennsylvania, Kentucky, Maine, Michigan, Vermont, Massachusetts và New York).
Ấu trùng ăn Aster cordifolius, Aster corymbosus, Aster divaricatus, Aster lateriflorus, Aster novi-belgii, và Inula germanica. 